# علی هاشمی (نظامی)
علی هاشمی (۱۰ دی ۱۳۴۰ – ۴ تیر ۱۳۶۷) نظامی ایرانی بود که از فرماندهان میانی سپاه پاسداران در جنگ ایران و عراق به‌شمار می‌آمد و فرماندهی قرارگاه نصرت را برعهده داشت.
او به دلیل آشنایی با مناطق عملیاتی، نقش مهمی در میان فرماندهان سپاه پاسداران در خلال جنگ ایران و عراق داشت. از وی به‌عنوان طراح عملیات خیبر و عملیات بدر یاد می‌شود. هاشمی در سال ۱۳۶۷ پس از انجام مأموریت تخلیه جزیره مجنون، در هنگام ترک مقر فرماندهی، توسط هلی‌کوپترهای نیروی زمینی عراق مورد هدف قرار گرفت و کشته شد. پیکر وی ۲۲ سال بعد، در سال ۱۳۸۹ شناسایی و در اهواز به خاک سپرده شد.

## زندگی
هاشمی در ۱۰ دی ۱۳۴۰ در محلهٔ عامری، شهر اهواز زاده شد. پدر وی از اهالی روستای مویلحه هواشم، از توابع شهرستان باوی بود. دوران کودکی و نوجوانی او نیز در محله حصیرآباد شهر اهواز سپری شد.
پس از انقلاب ۱۳۵۷، وی با همکاری گروهی در دشت آزادگان، اقدام به تشکیل سپاه حمیدیه نمود. با شروع جنگ ایران و عراق، در پی کشته شدن نظرآقایی؛ فرمانده سپاه حمیدیه، علی شمخانی؛ فرمانده وقت سپاه خوزستان، هاشمی را به‌عنوان فرمانده سپاه حمیدیه منصوب کرد.
با گسترش محورهای عملیاتی در طول جنگ ایران و عراق، علی هاشمی تیپ ۳۷ نور را در منطقه حمیدیه راه‌اندازی کرد. پس از عملیات بیت‌المقدس، اقدام به تشکیل سپاه بستان و پس از آن سپاه هویزه نمود. ایجاد تعدادی از پاسگاه‌های مرزی، با هدف پدافند از منطقه خوزستان نیز از فعالیت‌های دیگر او در سال‌های نخست جنگ بود. وی پس از تشکیل قرارگاه نصرت در سپاه پاسداران و ارائه طرح کلی عملیات خیبر و عملیات بدر، مسئولیت سپاه ششم (سپاه امام جعفر صادق) را عهده‌دار شد، که حاصل آن سازماندهی ۱۳ یگان رزمی و پشتیبانی سپاه پاسداران، در استان خوزستان بود.

## تیپ ۳۷ نور
با شکل‌گیری یگان‌های رزم سپاه پاسداران، هاشمی مأمور تشکیل تیپ ۳۷ نور شد و با آغاز جنگ، فرمانده یکی از محورهای سپاه در جبهه‌ها بود. در روزهای نخست جنگ و پیشروی سریع نیروهای ارتش عراق به عمق استان خوزستان، هاشمی در جایگاه فرمانده تیپ ۳۷ نور، اقدام به رهاسازی آب موجود در کانال سلمان، به منطقه کرخه کور نمود و از پیشروی بیشتر نیروهای عراقی به حمیدیه و به طبع آن، از سقوط اهواز جلوگیری نمود. تیپ ۳۷ نور به فرماندهی هاشمی در عملیات بیت‌المقدس و آزادسازی خرمشهر نیز شرکت داشت و توانست محور منطقه غرب خوزستان را آزاد و از نیروهای عراقی پاکسازی نماید.

## سپاه سوسنگرد
در آستانه عملیات والفجر مقدماتی، تیپ ۳۷ نور، با تصمیم فرماندهان ارشد سپاه پاسداران منحل شد و علی هاشمی نیز به فرماندهی سپاه سوسنگرد منصوب گردید.

## قرارگاه نصرت
از اقدامات قرارگاه نصرت در طول جنگ ایران و عراق، شناسایی مناطق عملیاتی، از هورالعظیم، تا جاده بغداد به بصره بود. همچنین شناسایی‌های برون‌مرزی در عراق، از جمله شهرهای نجف، کربلا و سامرا، از دیگر اقدامات قرارگاه نصرت بود. پس از انجام عملیات‌های خیبر و بدر، نیروهای قرارگاه نصرت شیوه جدیدی را برای مقابله با نیروی زمینی عراق آغاز کردند، که نیروهای اطلاعات و عملیات این قرارگاه، از نظر اطلاعاتی به سراسر منطقه هورالعظیم مسلط شدند. وی در قرارگاه نصرت از نیروهای بومی و عرب‌های ایرانی استفاده می‌کرد. این مسئله در مخفی ماندن هویت نیروهای ایرانی حین انجام عملیات شناسایی در منطقه هور نقش بسزایی داشت.

## سپاه ششم
در سال ۱۳۶۵ علی هاشمی به فرماندهی سپاه ششم امام جعفر صادق منصوب شد، که در پی آن، فرماندهی سپاه‌های استان خوزستان، لرستان و لشکر ۵ نصر از استان خراسان، به وی سپرده شد.

## عملیات خیبر
از علی هاشمی به عنوان طراح عملیات خیبر یاد شده است. طی یازده ماه کار شناسایی در هور توسط هاشمی، عملیات خیبر طراحی شد. ثمره اجرای عملیات خیبر، تصرف دو جزیره شمالی و جنوبی مجنون بود. در این مناطق ۵۸ حلقه چاه نفت قرار داشت.

## عملیات والفجر ۸
اندکی پیش از اجرای عملیات والفجر ۸ که به فتح فاو منجر شد، علی هاشمی اقداماتی برای فریب نیروهای عراقی انجام داد، تا توجه نیروی زمینی عراق را از فاو به هور جلب کند. به‌عنوان مثال او دستور می‌داد روزها چندین کامیون از ستاد قرارگاه، به سمت هور حرکت کنند. (او این کامیون‌ها را شبانه برمی‌گرداند) به علاوه تعداد زیادی سنگر در هور ساخت، تا وانمود کند قرار است نیروهای زیادی در منطقه هور مستقر شوند. ضمناً شکل برخی سنگرها را با لوله‌های پولیکا به گونه‌ای طراحی کرد که در تصاویر هوایی شبیه تانک به نظر برسند. تحرکات تصنعی در قرارگاه نصرت (واقع در هور) این تصور را برای سر فرماندهی نیروهای عراقی پدید آورد، که حمله اصلی قرار است از جانب هور انجام شود؛ لذا هنگام شروع حمله به فاو، عراق تا مدتی از پاتک جدی خودداری نمود. به علاوه بخشی از نیروهای عراقی مستقر در منطقه فاو به نزدیکی هور منتقل شدند، تا جلوی حمله‌ای که تصور می‌شد از ناحیه هور قرار است آغاز شود را بگیرند. الگاوی؛ فرمانده لشکر ۲۳ نیروی زمینی عراق که یک سال بعد در مناطق شمالی اسیر شد، در اعترافات خود می‌گوید:
در زمستان ۱۳۶۴ لشکر من در فاو مستقر بود. آن قدر تحرکات شما در هور زیاد شد که من مطمئن شدم حمله مجدد شما از هور است. برای همین، سه تیپ از نیروهایم را از فاو به هور منتقل کردم. عکس‌های هوایی از هور نشان می‌داد که شما تانک‌های زیادی را در هور مستقر کرده‌اید. جاسوس‌های ما خبر دادند که هر روز صدها کامیون تجهیزات و نفرات وارد هور می‌شوند. دیگر مطمئن شدیم که عملیات در هور خواهد بود. وقتی که نیروها خبر دادند ایران به فاو حمله کرده، گفتم نگران نباشید، حمله ایران به فاو یک فریب است، حمله اصلی از هور است. ما تا سه روز منتظر حمله شما در هور بودیم اما خبری نشد، این اشتباه من باعث شد که فاو را از دست بدهیم.

## کشته شدن

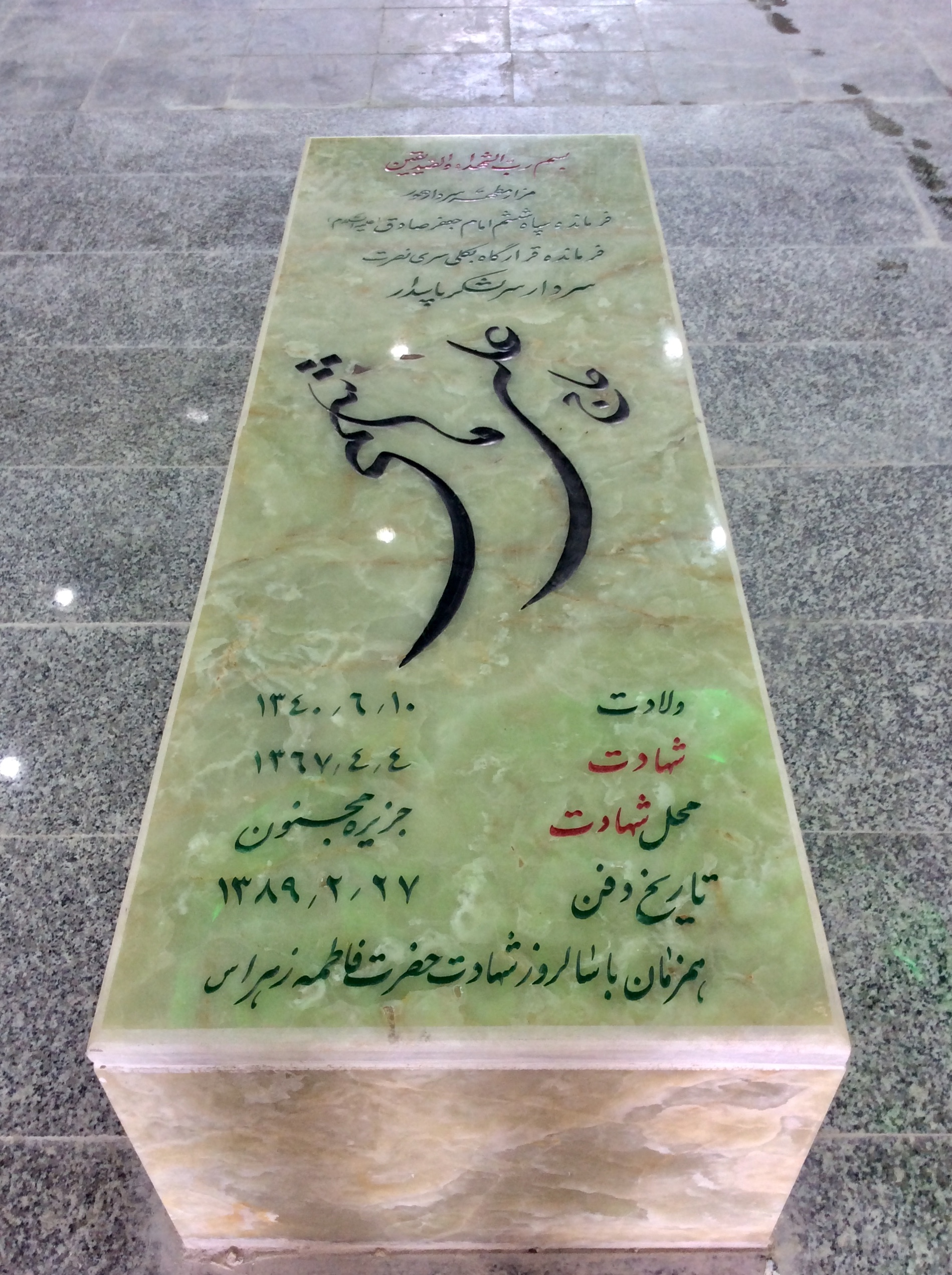
مزار علی هاشمی، در یادمان شهدای قرارگاه نصرت، بهشت‌آباد اهواز

علی هاشمی فرمانده سپاه ششم سپاه پاسداران انقلاب اسلامی، در ۴ تیرماه ۱۳۶۷ به دنبال تهاجم سراسری نیروی زمینی عراق به جزیره مجنون، اندکی پس از جدا شدن از علی‌اصغر گرجی‌زاده؛ رئیس ستاد سپاه ششم، به هنگام ترک مقر فرماندهی، هدف موشک هلی‌کوپترهای نیروی زمینی عراق قرار گرفت و در ۲۶ سالگی کشته شد. با توجه به مجروح شدن و اسارت گرجی‌زاده توسط نیروهای ارتش عراق، تا مدت‌ها تصور می‌شد که هاشمی نیز در عراق اسیر شده است. در سال ۱۳۸۹ پیکر وی پس از ۲۲ سال، در نزدیکی محل استقرار قرارگاه فرماندهی سپاه ششم کشف شد و در اهواز به خاک سپرده شد.

## آثار پیرامون

### زیر صفر مرزی
زیر صفر مرزی مستندی به کارگردانی مهدی افشارنیک دربارهٔ ناپدید شدن علی هاشمی در واپسین روزهای جنگ است. این مستند در پی سقوط جزیره مجنون، شایعات بسیاری را دربارهٔ جاسوس بودن او مطرح می‌کند. زیر صفر مرزی تلاش کرده تا قصه علی هاشمی را با غصه مردم منطقه در دشت آزادگان پیوند بزند و در پس آن، نگاهی انتقادی نیز به بخشی از مدیریت جنگ داشته باشد.

### گمشده من
کتاب گمشده من از انشارات سوره مهر؛ خاطرات محسن رضایی فرمانده کل وقت سپاه پاسداران، از علی هاشمی است. این کتاب ابتدا توضیحاتی را دربارهٔ برنامه عملیاتی که برعهده هاشمی گذاشته شده، ارائه می‌کند، سپس به شرح آنچه از وی در ذهن دارد، می‌پردازد. کتاب گمشده من، چهره ناشناخته علی هاشمی و تأثیرگذاری او در دوران جنگ را معرفی می‌کند.

### هوری
هوری از انتشارات هادی، به شرح خاطرات و بررسی زندگی‌نامه علی هاشمی می‌پردازد.

### اشک هور
اشک هور یک فیلم ایرانی به کارگردانی مهدی جعفری و تهیه‌کنندگی مجتبی فرآورده محصول سال ۱۴۰۳ است. این فیلم که برشی از روزهای آخر زندگی علی هاشمی را نشان می‌دهد، برشی سینمایی از یک سریال تلویزیونی پخش‌نشده به نام قرارگاه سری نصرت است.